# الأبرشية القبطية الكاثوليكية بسوهاج
أبرشية سوهاج القبطية الكاثوليكية هي أبرشية كاثوليكية شرقية في الجيزة. وهي إحدى الكنائس التابعة لبابا روما (طقس إسكندري) تتبع الإقليم الكنسي الوحيد لكل مصر، ويرأس هذا الإقليم البطريرك القبطي الكاثوليكي بالإسكندرية (البطريرك الحالي إبراهيم إسحاق سدراك).
أقيمت الأبرشية في 13 سبتمبر 1981. هي واحدة من الثماني ابرشيات القبطية الكاثوليكية في مصر.
الأنبا توماس حليم (المطران الحالي) رسم مطران علي ابرشية سوهاج في 3 نوفمبر 2020.
والأبرشية كانت في بداية الأمر تابعة لابرشية طيبة ، ثم انفصلت عنها بحدود مرسومة في 1981، مثلما انفصلت من قبل أبرشية أسيوط في 1947م.

## النشأة والتاريخ

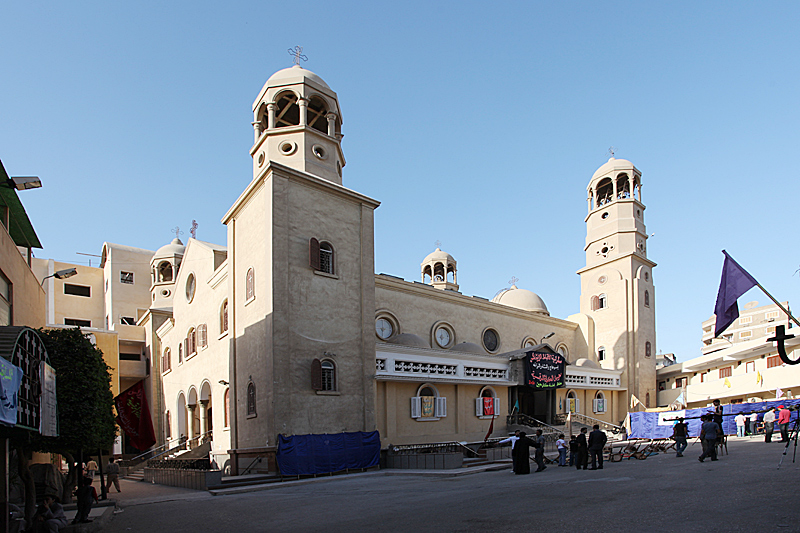

قي سبتمبر 1981م اجتمع السينودس 7 البطريركي بالدار البطريركية بكوبري القبة بالقاهرة برئاسة غبطة البطريرك الأنبا إسطفانوس الأول وكاردينال الكنيسة الجامعة وأصحاب النيافة المطارنة: الأنبا يوحنّا نوير مطران كرسي أسيوط، الأنبا يوحنّا كابس أسقف كليوبطريس والمساعد البطريركي، الأنبا أندراوس غطاس مطران كرسي طيبة، وأمين سر السينودس، والأنبا أنطونيوس نجيب مطران كرسي المنيا، والأنبا أثناسيوس أبادير المعاون البطريركي، والأنبا يؤانس ملاك المعاون الأسقفي لأبرشية طيبة، وقرروا إنشاء أبرشية سوهاج، وقد تضمن قرار الإنشاء بعض البنود من بينها: تقسيم أبرشية طيبة إلى أبرشيتين، الأولي تسمى أبرشبة الأقصر وتمتد من حدود مصر الجنوبية مع السودان جنوباً إلى مدينة أبوتشت شمالاً ويظل مطرانها الأنبا أندراوس غطاس، والثانية تسمى أبرشية سوهاج وتشمل محافظة سوهاج والتي تمتد من مدينة أبو شوشة جنوباً إلى مدينة طما شمالاً. كما تضمن القرار تعيين نيافة الأنبا يوحنا نوير مطران ليكو بوليس بأسيوط مديرًا بطريركياً لأبرشية سوهاج الجديدة إلى أن يتم انخاب أسقف لها.

## اساقفة سوهاج
تاريخ اساقفة الأبرشية:
- في الحقيقة أن أول أسقف لأبرشية سوهاج هو الأنبا يؤانس ملاك ، حيث أنه غادر الأبرشية في شهر أكتوبر 1981م ليعمل في مكتبة الفاتيكان بروما حتى تنيح هناك في يناير 1985. والذي تم انتخابه في 1979أسقفاً معاونًا على منطقة سوهاج.
- مرقص حكيم، (أسقف) . في مايو 1982م انتخب السينودس البطريركي الأنبا مرقص حكيم زخاري بطرس الفرنسيسكاني أسقفًا لأبرشية سوهاج، وتمت سيامته الأسقفية في طهطا يوم 6 يونيو 1982م، وفي 21مايو عام 2003م، قدم الأنبا مرقص أستقالته من الخدمة الأسقفية.
- يوسف أبو الخير،( مطران ). اجمع السينودس المقدس في يوم 6 أغسطس 2003م ، وتم اختيار الأب يوسف أبو الخير أسقفًا خلفًا للأنبا مرقص المستقيل، وفي نوفمبر عام 2003م رسم أسقفًا على كرسي سوهاج بكاتدرائية يسوع الملك بمدينة طهطا، وظل في الخدمة حتى منتصف 2019م.
- باسيليوس فوزي الضبع، مطران (14 يونيو 2019 - 3نوفمبر 2020)وهو من مواليد محافظة المنيا 1956م أنهى دراساته في كلية الآداب بجامعة القاهرة عام 1978، كما ودراسته الفلسفية واللاهوتية في الكلية الإكليريكية بالمعادي، وتمت سيامته الكهنوتية يوم 28 مارس 1980. تم تعيينه راعيًا لكنيسة العائلة المقدسة بأرض سلطان بالمنيا عام 1980، وأستمر فيها حتى عُيّن راعيًا لكنيسة العائلة المقدسة بمدينة مغاغة عام 1983. ومنذ عام 1989، عيّن راعيًا لكاتدرائية يسوع الملك بالمنيا، ومديرًا لمجموعة مدارس الراعي الصالح التابعة للأبرشية. وتم انتخابه خلفًا للأنبا يوسف أبو الخير.[11]
- توماس حليم حبيب، مطران (3نوفمبر 2020 - الحالي)[12] حاصل على ليسانس الحقوق من جامعة عين شمس، عمل في مهنة المحاماة لمدة عامين، التحق بالكلية الإكليريكيّة التابعة للأقباط الكاثوليك في القاهرة لدراسة الفلسفة واللاهوت. في تشرين الأوّل اكتوبر 1989، أُرسل في بعثة دراسيّة إلى روما لدراسة اللاهوت في جامعة أوربانيانا الحبريّة، التابعة لمجمع تبشير الشعوب الفاتيكاني. سيم كاهنًا في آذار مارس 1993. وفي عام 1996م تم ترشيحه للدراسة في الأكاديمية الدبلوماسية التابعة للكرسي الرسولي، جصل على الدكتوراة بدرجة امتياز من معهد الدراسات الشرقية في روما، خدم في كل من: هندوراس. ورواندا، ثم في الكويت، وإيران، والعراق، ولبنان، وهولندا، والجزائر، وسورية، كما خدم في السفارة البابوية بمالطا. في 25 حزيران يونيو 2000، مُنحه درجة المونسنيور. وهو أول كاهن قبطي كاثوليكي يلتحق بالسلك الدبلوماسي التابع للكرسي الرسولي.[13]

## رجالات الأبرشية

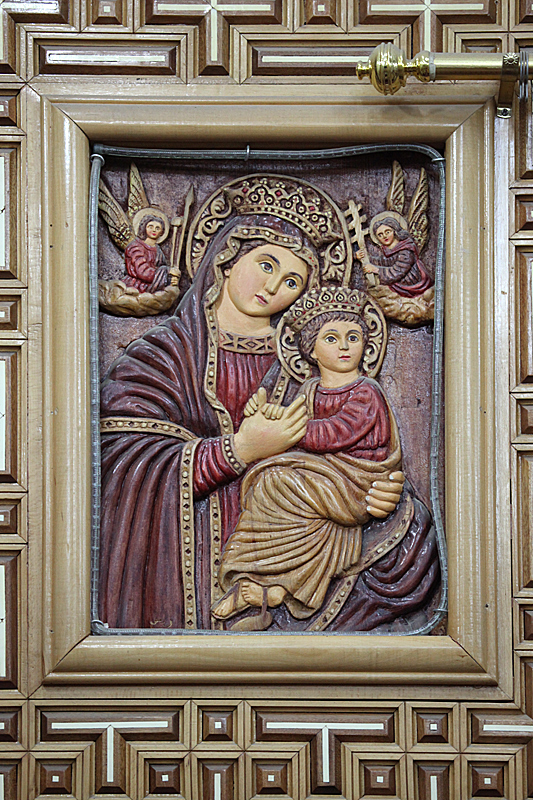
أيقونة العذراء- سوهاج

أنجبت أبرشية سوهاج على مر عصورها الغابرة رجال من الأكليروس اللامع قادوا أبرشيات والبطريركية بكل محبة واخلاص ، وتركوا بصمات لا يمكن محوها في التاريخ الكنسي والمدني ، ونذكر منهم:
- الأنبا روفائيل ميخائيل الزيات طوخي.
- الأنبا متى الرّقيطي.
- الأنبا مكسيموس كيرلس جرجس عبد القدوس جويد.
- الأنبا تاوضروس يعقوب أبو كريم.
- الأنبا إبراهيم كشور.
- الأنبا أثناسيوس بولس خزام.
- الأنبا أغابيوس صليب بشاي فام كيرلس.
- الأنبا مكسيموس أندراوس عبد السيد صدفاوى.
- الأنبا إغناطيوس قلادة برزي.
- الأنبا باسيليوس بسطوروس.
– البطريرك الأنبا مرقس متياس مرقس خزام.
- الأنبا جرجس جبره البركة.
- الأنبا يوحنّا حنين عبد الملاك حنا ميخائيل سوريال كابس.
- البطريرك الكاردينال الأنبا إسطفانوس الثاني عيد أندراوس عيد غبريال.
- الأنبا يوحنّا ثابت تايه قلته.
- الأنبا يوسف أبو الخير هابيل.
- الأنبا مكاريوس توفيق قلدس عبد الشهيد شهدي.

## كنائس الأبرشية

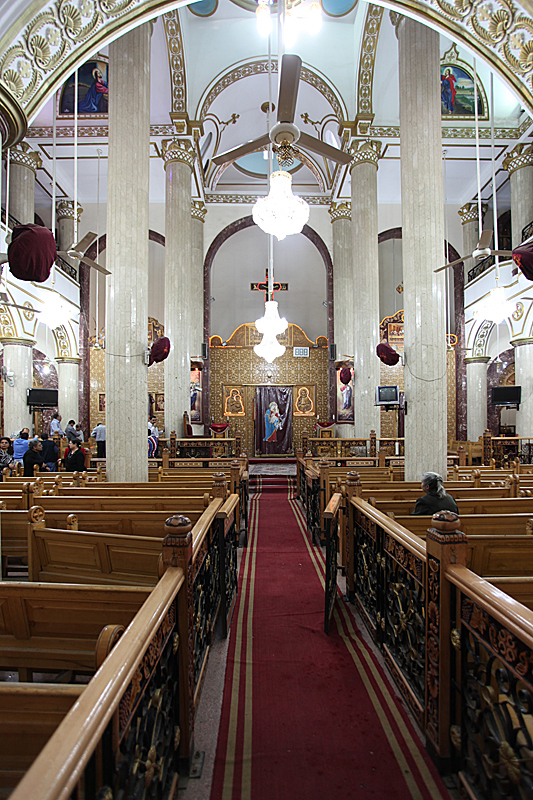

هناك العديد من الكنائس التابعة لأبرشية سوهاج، ونذكر من بينها:
- كنيسة السيدة العذراء بأخميم.
- كنيسة السيدة العذراء (أم النعم) بطهطا.
- كنيسة سوهاج.
- كنيسة سيدة الأنقال بجرجا.
- كنيسة العذراء بطما
- كنيسة السيدة العذراء بكوم غريب بطما
- كنيسة السيدة العذراء بالهماص

## وصلات خارجية
- معلومات عن الأبرشية من Catholic-Hierarchy.org